# 8598 Tetrix
8598 Tetrix è un asteroide della fascia principale. Scoperto nel 1973, presenta un'orbita caratterizzata da un semiasse maggiore pari a 3,1514618 UA e da un'eccentricità di 0,1426940, inclinata di 0,55123° rispetto all'eclittica.